# 加藤美幸
加藤美幸（日语：／ Kato Miyuki，1995年4月14日—），日本女子羽毛球運動員。岡山縣出生，畢業於岡山県立倉敷中央高等学校及筑波大学（隸屬体育専門学群）。2018年加入西京銀行，並為ACT SAIKYO羽毛球隊的成員，隊員編號為4號。

## 簡歷
2015年7月，加藤美幸代表日本（筑波大学）出戰韓國光州市舉行的世界大學生運動會羽毛球比賽，與柏原美紀合作贏得女子雙打銅牌。

## 主要比賽成績
只列出曾進入準決賽的國際賽事成績：
| 年份   | 賽事                     | 公開賽級別 | 項目     | 拍檔     | 成績   |
| ------ | ------------------------ | ---------- | -------- | -------- | ------ |
| 2015年 | 世界大學運動會羽球比賽   | 其他       | 女子雙打 | 柏原美紀 | 銅牌   |
| 2016年 | 泰國羽毛球黃金大獎賽     | 黃金大獎賽 | 女子雙打 | 柏原美紀 | 準決賽 |
| 2017年 | 世界大學運動會羽毛球比賽 | 其他       | 混合團體 | －       | 銀牌   |
| 2017年 | 世界大學運動會羽毛球比賽 | 其他       | 女子雙打 | 柏原美紀 | 銅牌   |
| 2018年 | 印尼羽毛球國際挑戰賽     | 國際挑戰賽 | 女子雙打 | 柏原美紀 | 亞軍   |
| 2019年 | 大阪羽毛球國際挑戰賽     | 國際挑戰賽 | 女子雙打 | 柏原美紀 | 準決賽 |
| 2019年 | 越南羽毛球國際挑戰賽     | 國際挑戰賽 | 女子雙打 | 柏原美紀 | 準決賽 |
| 2019年 | 俄羅斯羽毛球公開賽       | 超級100賽  | 女子雙打 | 柏原美紀 | 亞軍   |

| 2007-2017年 | 首要超級賽 | 超級賽 | 黃金大獎賽 | 大獎賽 | 國際挑戰賽 | 國際系列賽 | 未來系列賽 | 其他 |

| 2018-2026年 | 總決賽 | 超級1000賽 | 超級750賽 | 超級500賽 | 超級300賽 | 超級100賽 | 國際挑戰賽 | 國際系列賽 | 未來系列賽 | 其他 |